# Marin Čilić
Marin Čilić (Međugorje, 28 settembre 1988) è un tennista croato.
È il secondo giocatore croato dopo Goran Ivanišević a essersi aggiudicato un torneo del Grande Slam, impresa compiuta allo US Open 2014. Ha raggiunto inoltre la finale a Wimbledon 2017 e agli Australian Open 2018. È altresì l'unico giocatore del proprio paese ad aver disputato almeno la semifinale in tutti i Major. Nel 2017 si è aggiudicato la Laver Cup con il Team Europa. Nel suo palmarès figurano anche la Coppa Davis 2018 e la medaglia d'argento in doppio ai Giochi Olimpici di Tokyo 2020, conquistata insieme a Ivan Dodig.
In singolare si è aggiudicato 21 titoli del circuito maggiore e si è spinto sino alla terza posizione del ranking ATP nel gennaio 2018.

## Biografia
Soprannominato Chila, nasce a Međugorje in Erzegovina, che era a quel tempo parte della Jugoslavia. Nel 1992 la Bosnia ed Erzegovina proclama l'indipendenza e il padre di Čilić è uno dei fondatori della nuova federazione tennistica nazionale. Marin comincia a giocare a tennis a sette anni e i genitori Zdenko e Koviljka fanno costruire un campo da tennis dietro la casa per lui e i fratelli Vinko, Goran e Mile. Cresce avendo come idoli Goran Ivanišević e Ivan Ljubičić. A 12 anni gioca per la rappresentativa nazionale Under-14.
Le condizioni per allenarsi sono però limitate ed è questo il motivo per cui nel 2002 si trasferisce a Zagabria e sceglie di giocare per la Croazia, Paese dove le condizioni sono molto migliori. Nel 2004 inizia ad allenarsi in Italia e l'anno successivo passa al professionismo. In seguito trasferisce la residenza a Monte Carlo e sposa Kristina, con la quale ha i figli Baldo e Vito. È attivo in opere di beneficenza e nel 2016 crea la Fondazione Marin Čilić che aiuta i bambini bisognosi di tutto il mondo ad avere accesso all'istruzione e allo sport, fornendo loro opportunità per realizzarsi. Per i suoi contributi nella fondazione, quello stesso anno gli viene assegnato il premio ATP Arthur Ashe Humanitarian of the Year.

## Carriera

### Juniores
Inizia a giocare nei tornei dell'ITF Junior Circuit nel 2001 e nel settembre 2002 prende parte alla fase finale della Coppa Davis Junior, dove vince tutti gli incontri disputati in singolare ma la Croazia non va oltre la finale per il 15º posto. Nel maggio 2003 cede in finale del Torneo Avvenire contro Juan Martín del Potro. A settembre vince i primi titoli ITF Junior, entrambi in tornei di Grade 5, il primo in Slovenia in doppio e il secondo in Bosnia in singolare. Torna a disputare la Coppa Davis Junior nel 2004, vince di nuovo tutti gli incontri in singolare e la Croazia chiude il torneo al quarto posto.
Quello stesso anno inizia ad allenarsi a Sanremo nell'accademia dell'australiano Bob Brett, che in passato aveva allenato molti grandi tennisti tra cui Ivanisević e Boris Becker. Brett sarà il suo coach per i successivi nove anni e il suo mentore, sotto la sua guida Čilić si irrobustisce, compie enormi progressi tecnici e raggiunge grandi traguardi sia da juniores che nei primi anni da professionista.
Consegue i migliori risultati tra gli juniores nel 2005, in gennaio raggiunge per la prima volta i quarti di finale in uno Slam agli Australian Open e in giugno trionfa al Roland Garros, superando in finale l'olandese Antal Van Der Duim dopo aver eliminato in semifinale Andy Murray. Si spinge fino ai quarti anche a Wimbledon e agli US Open e in ottobre vince il titolo sia in singolare che in doppio nella prestigiosa Osaka Mayor's Cup, torneo di Grade A come quelli del Grande Slam. Disputa il suo ultimo torneo tra gli juniores nel dicembre 2005 e il 2 gennaio 2006 sale per la prima volta in vetta alla classifica mondiale di categoria. Chiude l'esperienza dopo aver vinto in totale sei titoli in singolare e cinque in doppio.

### 2004-2005: inizi da professionista e primi titoli Futures
Fa la sua prima apparizione tra i professionisti nel febbraio 2004 giocando il torneo ITF Futures Croatia F1 e vince al primo turno, risultato che gli consente di chiudere la stagione al nº 1463 nel ranking ATP. Quello stesso anno disputa altri due tornei in doppio, viene sconfitto al suo esordio nel circuito Challenger a Zagabria e raggiunge la prima finale da professionista in agosto al Futures Croatia F5. Nel 2005 partecipa a sette tornei Futures e in agosto vince i primi titoli nel torneo Croatia F3, in singolare sconfigge in finale Lukáš Lacko e in doppio si impone in coppia con Ivan Dodig in quello che resterà il suo unico titolo vinto in carriera tra i professionisti. Nel corso della stagione vince il suo primo incontro in un Challenger battendo Arnaud Di Pasquale a Ginevra e fa il suo esordio con una wild-card nel tabellone principale di un torneo ATP perdendo al primo turno a Umago contro Kristof Vliegen.

### 2006: esordio in Coppa Davis e prima semifinale ATP
All'inizio del 2006 vince il primo incontro in un torneo ATP a Zagabria con il successo al primo turno sul nº 25 del ranking Igor' Andreev, nella sua prima vittoria su un top 100, e cede al secondo contro Andreas Seppi. Fa quindi il suo esordio nella squadra croata di Coppa Davis nella sfida vinta 3-2 contro l'Austria, viene schierato in singolare a risultato già acquisito e perde contro Stefan Koubek. Nel corso della stagione disputa i suoi ultimi tornei Futures in carriera e a febbraio vince il Croatia F2. Viene sconfitto in entrambi gli incontri disputati nei quarti di finale di Davis persi 3-2 contro l'Argentina. Al torneo di Gstaad disputa la sua prima semifinale ATP e viene sconfitto da Feliciano Lopez dopo aver eliminato i top 100 Andreas Seppi e Andrei Pavel. Con questi risultati guadagna 95 posizioni nel ranking e si porta alla 211ª. Supera le qualificazioni in altri tornei ATP senza ottenere altre vittorie nei tabelloni principali, e termina la stagione al 170º posto mondiale.

### 2007: due titoli Challenger, una semifinale ATP e top 100
Supera per la prima volta le qualificazioni in una prova del Grande Slam agli Australian Open 2007 e viene eliminato al primo turno. In febbraio vince il suo primo match di Coppa Davis battendo il nº 49 ATP Benjamin Becker, con la Germania che si era già assicurata il passaggio del turno. In aprile vince il primo titolo in un torneo Challenger a Casablanca battendo in finale Simone Bolelli e si ripete il mese dopo con il successo su Lukáš Lacko nella finale del Challenger di Fiume. Al Roland Garros supera le qualificazioni ed esce al primo turno. Continua l'ascesa nel ranking raggiungendo i quarti al successivo torneo ATP del Queen's e viene sconfitto dal nº 5 del mondo Andy Roddick, che vincerà il titolo. Eliminato al primo turno a Wimbledon, raggiunge la semifinale in doppio a Umago. Non supera il secondo turno nei successivi tornei ATP né le qualificazioni agli US Open. Si riscatta in settembre a Pechino, dove al secondo turno elimina per la prima volta un top 10 del ranking, il nº 4 Nikolaj Davydenko, ed esce nei quarti per mano di Nicolas Kiefer. Sconfitto al secondo turno a Tokyo e a Mosca, il 15 ottobre fa il suo ingresso nella top 100. Due settimane dopo torna a disputare una semifinale ATP a San Pietroburgo, dove batte nuovamente Davidenko ed Ernests Gulbis prima della sconfitta subita contro Fernando Verdasco, risultato che gli consente di chiudere la stagione al 71º posto mondiale.

### 2008: primo titolo ATP e 22º nel ranking

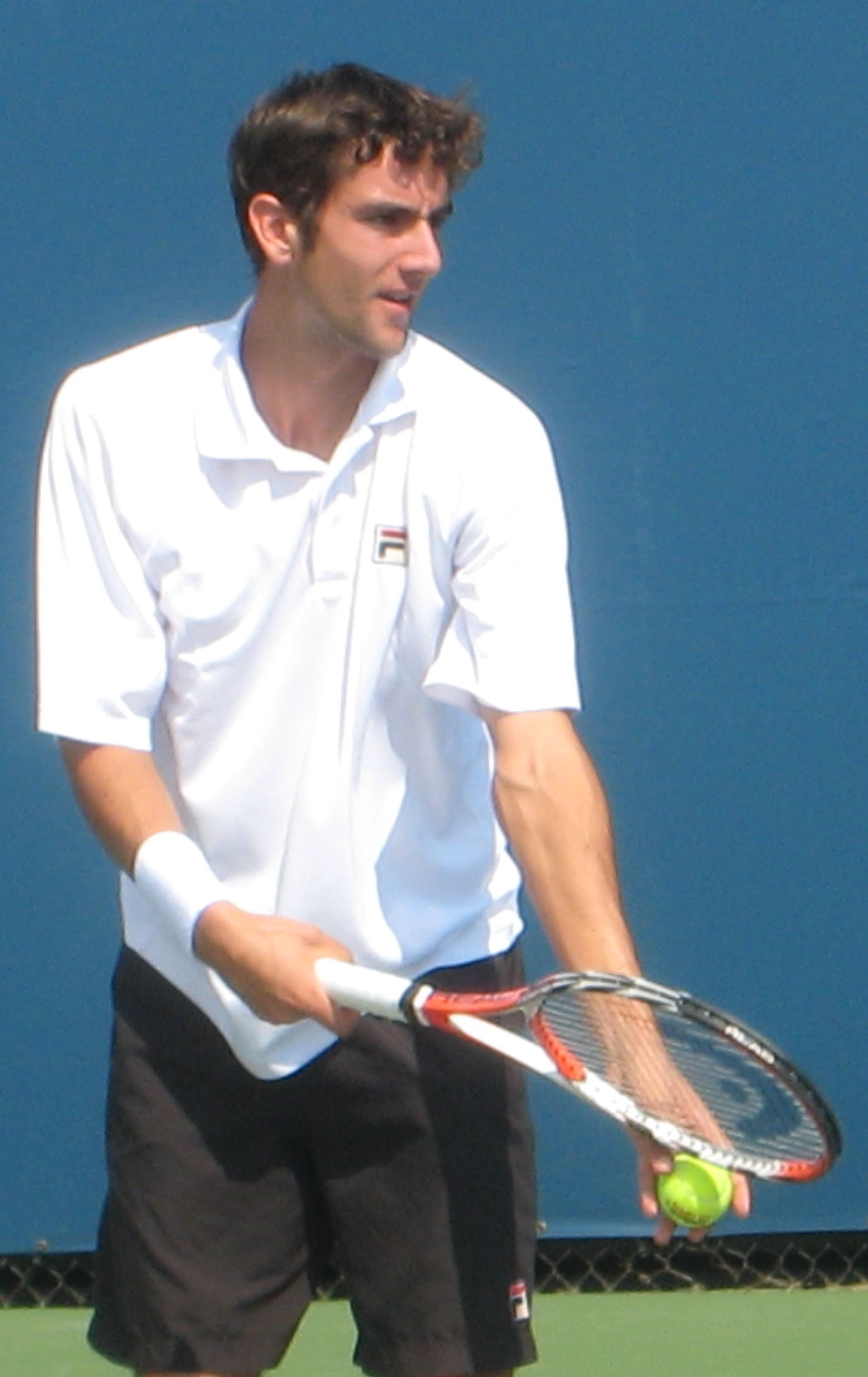
Čilić nel 2008 a New Haven, dove vince il suo primo torneo ATP

Il 2008 comincia con la semifinale raggiunta a Chennai sia in singolare, persa contro Michail Južnyj, sia in doppio. Vince i suoi primi incontri in uno Slam all'Australian Open eliminando le teste di serie Nicolás Almagro ma soprattutto Fernando González, nº 7 mondiale e vicecampione uscente, prima di fermarsi al quarto turno contro James Blake; a fine torneo sale alla 39ª posizione del ranking. Cala il suo rendimento nel periodo successivo ma supera per la prima volta il primo turno in un torneo Masters 1000 a Indian Wells e subito dopo a Miami. In maggio esce nei quarti di finale a Monaco di Baviera e vince il suo primo incontro al Roland Garros. La semifinale persa contro Verdasco a Nottingham fa da preambolo al quarto turno raggiunto a Wimbledon, dove perde a sorpresa contro il nº 145 ATP Arnaud Clément dopo aver eliminato il nº 16 Paul-Henri Mathieu.
Continua l'ascesa nel ranking con i quarti di finale nei successivi tornei di Gstaad e soprattutto a Toronto, dove ottiene il suo miglior risultato di inizio carriera in un Masters 1000; elimina Tommy Robredo e il nº 6 del mondo Andy Roddick e cede in tre set a Gilles Simon. Ad agosto fa il suo esordio olimpico ai Giochi di Pechino e viene eliminato al secondo turno. Il 24 agosto vince a New Haven il suo primo titolo ATP, sconfigge tra gli altri i top 50 Jürgen Melzer e Igor' Andreev e in finale supera Mardy Fish con il punteggio di 6-4, 4-6, 6-2. Sale così al 24º posto mondiale e con il terzo turno raggiunto agli US Open e nei Masters 1000 di Madrid e Parigi si porta al 22º.

### 2009: due titoli ATP, quarti di finale agli US Open e 13º nel ranking
Inaugura il 2009 vincendo a Chennai il suo secondo titolo ATP con il successo in finale su Somdev Devvarman, e a fine torneo sale al 20º posto nel ranking. Come l'anno precedente si ferma al quarto turno agli Australian Open, sconfitto da Juan Martín del Potro dopo aver eliminato il nº 12 ATP David Ferrer. Riprende a salire nel ranking a febbraio vincendo il titolo anche nel torneo ATP di Zagabria, battendo in finale il connazionale Mario Ancic, e viene sconfitto nei quarti di finale al successivo torneo di Dubai. I successivi impegni sono i Masters 1000 di Indian Wells, Miami, Monte Carlo e Roma, nei quali non va oltre il terzo turno, e dopo l'eliminazione in maggio al secondo turno a Madrid raggiunge il 13º posto mondiale. A Monte Carlo consegue il miglior risultato stagionale in doppio arrivando nei quarti con Nicolas Kiefer. Viene eliminato al quarto turno al Roland Garros e al terzo a Wimbledon, rispettivamente da Andy Murray e Tommy Haas.
Stenta nei primi tornei sul cemento americani e si riprende arrivando per la prima volta nei quarti di finale in uno Slam agli US Open; viene di nuovo eliminato da del Potro dopo aver inflitto negli ottavi una pesante sconfitta in tre set al nº 2 del mondo Murray. Dopo aver vinto tutti gli incontri disputati nei primi due turni di Coppa Davis, in settembre viene sconfitto in entrambi i match giocati nella semifinale persa 4-1 contro la Repubblica Ceca. Disputa per la prima volta una finale in una prova delle ATP 500 series al successivo torneo di Pechino grazie ai netti successi in due set sul nº 8 ATP Davydenko nei quarti e sul nº 2 Rafael Nadal in semifinale, e viene sconfitto nell'incontro decisivo da Novak Đoković. Due settimane dopo perde contro Jürgen Melzer la finale a Vienna, alla quale era arrivato senza perdere alcun set. Chiude la stagione raggiungendo i quarti a Basilea e al Masters di Parigi, nel quale supera negli ottavi il nº 8 del ranking Fernando Verdasco e viene sconfitto in tre set dall'idolo di casa Gaël Monfils.

### 2010: due titoli ATP, semifinale agli Australian Open e top 10
All'esordio stagionale si conferma campione a Chennai con la vittoria dopo due tie-break nella finale contro Stan Wawrinka. Raggiunge la sua prima semifinale in uno Slam agli Australian Open, al terzo turno batte di nuovo Wawrinka e negli ottavi vince per la prima volta contro il nº 5 ATP Juan Martín del Potro, imponendosi in cinque set. Impiega cinque set anche nei quarti per battere il nº 7 Andy Roddick e viene sconfitto da Andy Murray, entra così per la prima volta nella top 10 del ranking, al 10º posto. Si conferma campione anche a Zagabria battendo in finale in tre set Michael Berrer e due settimane più tardi sale al 9º posto. Nei tornei successivi raggiunge i quarti a Dubai, il quarto turno a Miami e disputa la sua prima finale sulla terra battuta a Monaco di Baviera, che perde contro Michail Južnyj. Esce di nuovo al quarto turno al Roland Garros con la sconfitta subita contro Robin Söderling e viene eliminato a sorpresa al primo turno a Wimbledon da Florian Mayer. L'ultimo risultato di rilievo della stagione è la semifinale raggiunta in agosto a Washington, dove viene sconfitto da David Nalbandian, e alla fine del 2010 si trova al 14º posto del ranking.

### 2011: un titolo ATP

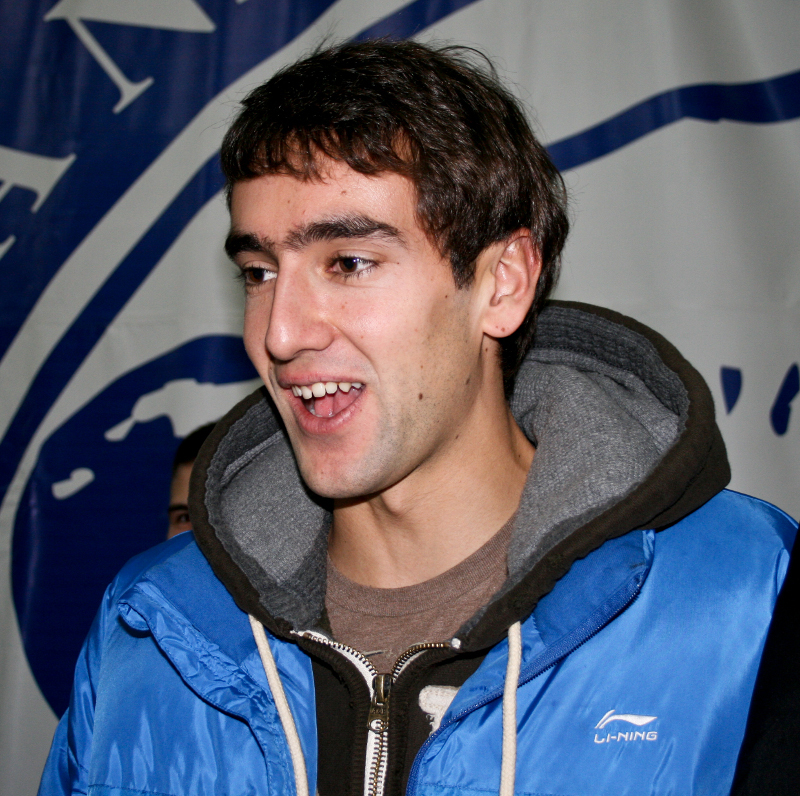
Čilić nel 2011

Non ripete gli ottimi risultati dell'anno precedente a Chennai, dove esce al primo turno per mano di Kei Nishikori, agli Australian Open, nei quali Nadal gli concede solo nove giochi al quarto turno, e a Zagabria, eliminato al terzo turno. Scende al 28º posto nel ranking e si riprende in febbraio a Marsiglia con le vittorie su Tomáš Berdych e Michail Južnyj, prima di farsi rimontare e battere in finale da Söderling. Con la vittoria su Mardy Fish agli Internazionali d'Italia, accede per la prima volta ai quarti di finale in un Masters 1000 su terra battuta e raccoglie solo quattro giochi contro Nadal. Le eliminazioni al primo turno al Roland Garros e a Wimbledon lo portano al 32º posto mondiale. Recupera diverse posizioni con i quarti di finale raggiunti ad Amburgo e la finale persa a Umago contro Aleksandr Dolhopolov.
Dopo le eliminazioni al terzo turno a Montréal contro Đoković e agli US Open contro Federer, in ottobre perde la sua quarta finale consecutiva in singolare in un torneo ATP a Pechino, dove elimina Fabio Fognini, Kevin Anderson e Ivan Ljubičić e si fa rimontare e battere da Berdych. Tre settimane dopo vince a San Pietroburgo il suo sesto titolo ATP, sconfigge tra gli altri Seppi e Youzhny e in finale ha la meglio su Janko Tipsarević al terzo set. Chiude il 2011 al 20º posto del ranking. Nel corso della stagione torna a ottenere alcuni buoni risultati in doppio, tra i quali spiccano le semifinali raggiunte al Madrid Masters e a Pechino con Ljubičić, e la finale persa a Umago in coppia con Lovro Zovko. Dopo Madrid entra per la prima volta nella top 100 del ranking di doppio e in novembre si porta alla 60ª posizione.

### 2012: due titoli ATP

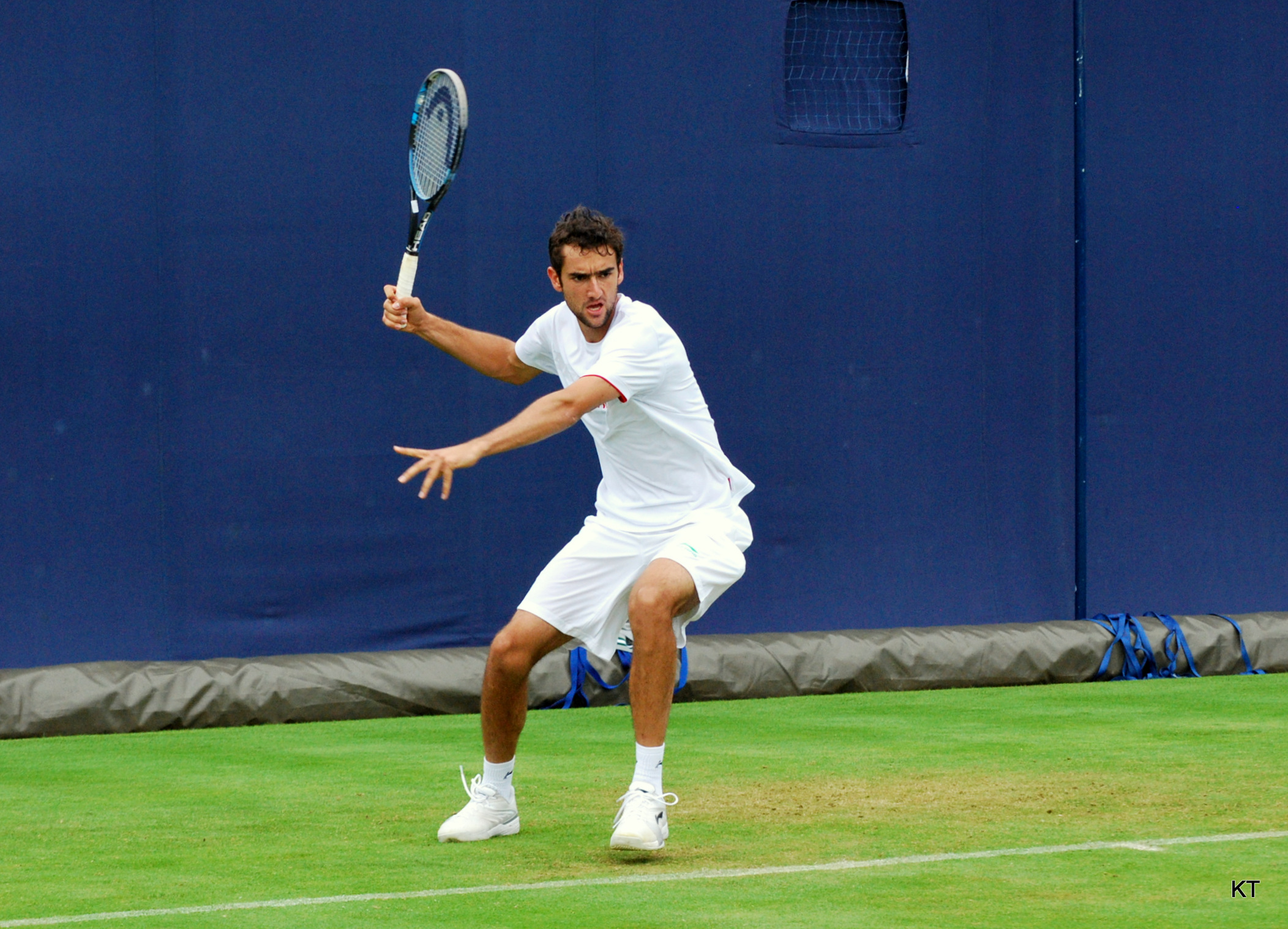
Čilić al vittorioso torneo dei Queen's Club Championships 2012

Resta fuori dal circuito le prime otto settimane del 2012 per un infortunio al ginocchio sinistro, rientra a fine febbraio e nei primi quattro tornei ATP disputati vince in totale solo due incontri. A inizio maggio raggiunge la finale a Monaco di Baviera e viene sconfitto da Philipp Kohlschreiber. A Madrid elimina Albert Montañés e il nº 10 ATP John Isner e viene sconfitto al terzo turno da del Potro, mentre nel torneo di doppio si spinge fino ai quarti assieme a Ivan Dodig. Subisce un'altra secca sconfitta contro del Potro al terzo turno del Roland Garros, scende così alla 25ª posizione del ranking, ma ha inizio una serie di risultati positivi con i quali risale la classifica. Dopo aver vinto i precedenti titoli ATP su campi in cemento, si aggiudica il primo titolo sull'erba al Queen's; in finale il suo avversario David Nalbandian è costretto al ritiro nel corso del secondo set, come era successo nei quarti contro Lu Yen-hsun. Al terzo turno di Wimbledon si impone su Sam Querrey per 17-15 al quinto set dopo che tre dei precedenti parziali si erano conclusi al tie-break, e al quarto turno contro Murray viene eliminato in tre set.
Vince il primo titolo ATP in carriera sulla terra battuta al successivo torneo di Umago, non perde alcun set nei quattro incontri disputati, in semifinale elimina Aleksandr Dolhopolov e supera in finale Marcel Granollers con il punteggio di 6-4, 6-2. Chiude la stagione su terra battuta ad Amburgo cedendo in semifinale a Tommy Haas. Come era successo nella precedente edizione di Pechino, anche ai Giochi olimpici di Londra esce al secondo turno in singolare; gioca invece la sua prima Olimpiade in doppio e in coppia con Ivan Dodig viene sconfitto nei quarti da David Ferrer / Feliciano Lopez. Sconfitto al terzo turno a Toronto, raggiunge i quarti di finale a Cincinnati e raccoglie solo cinque giochi contro Đoković. Si spinge fino ai quarti anche agli US Open, sconfiggendo tra gli altri Nishikori, e viene di nuovo eliminato da Murray, questa volta in quattro set dopo aver vinto il primo. Raggiunge per la prima volta i quarti di finale allo Shanghai Masters e subisce un'altra sconfitta contro Federer. Con questo risultato risale al 13º posto del ranking. Consegue l'ultimo risultato di rilievo della stagione in singolare all'ATP 500 di Valencia, nel quale perde nei quarti contro Ivan Dodig dopo aver eliminato i top 30 Verdasco e Martin Kližan. Al Paris Masters perde al primo incontro, ma assieme a Marcelo Melo disputa la semifinale in doppio e vengono sconfitti da Qureshi / Rojer, risultato con cui porta il best ranking di doppio al 58º posto.

### 2013: un titolo ATP, squalifica e discesa nel ranking
Inizia la stagione con le eliminazioni nei quarti a Chennai e al terzo turno agli Australian Open. In febbraio conquista a Zagabria il suo nono titolo ATP, in semifinale ha la meglio in tre set su Youzhny e concede quattro soli giochi in finale a Melzer. Dopo la sconfitta inflittagli nei quarti a Memphis dal futuro vincitore del torneo Nishikori, Čilić sale all'11º posto del ranking. Eliminato al terzo turno a Indian Wells, arriva per la prima volta nei quarti di finale a Miami con i prestigiosi successi su Isner e il nº 8 del mondo Jo-Wilfried Tsonga, e deve ancora una volta inchinarsi a Murray, che vincerà il torneo. Raggiunge i quarti a Miami anche in doppio e sale al 49º posto nella graduatoria mondiale di specialità, che rimarrà il suo best ranking in carriera. I migliori risultati dei due mesi successivi sono il terzo turno a Monte Carlo e al Roland Garros. Torna in evidenza con la finale raggiunta al Queen's, dove è campione uscente. elimina nei quarti il nº 6 del mondo Berdych e nell'incontro per il titolo colleziona la settima sconfitta consecutiva contro Murray, che si impone in tre set.
Un nuovo infortunio al ginocchio sinistro lo costringe a dare forfait prima del secondo incontro a Wimbledon. In settembre viene sospeso per nove mesi a seguito di un test antidoping eseguito alcuni mesi prima durante il torneo di Monaco di Baviera, che ha rilevato la presenza di niketamide nelle urine. La squalifica è retroattiva, parte da inizio maggio e gli vengono tolti tutti i punti e i premi guadagnati da allora. Fonti croate sostengono che il ritiro a Wimbledon fosse dovuto alla certezza dell'imminente squalifica. Sempre a settembre annuncia che il suo nuovo coach sarà Goran Ivanišević. La squalifica gli viene in seguito ridotta, riparte a fine ottobre dal 41º posto mondiale e non supera il secondo turno al Paris Masters.

### 2014: il trionfo agli US Open

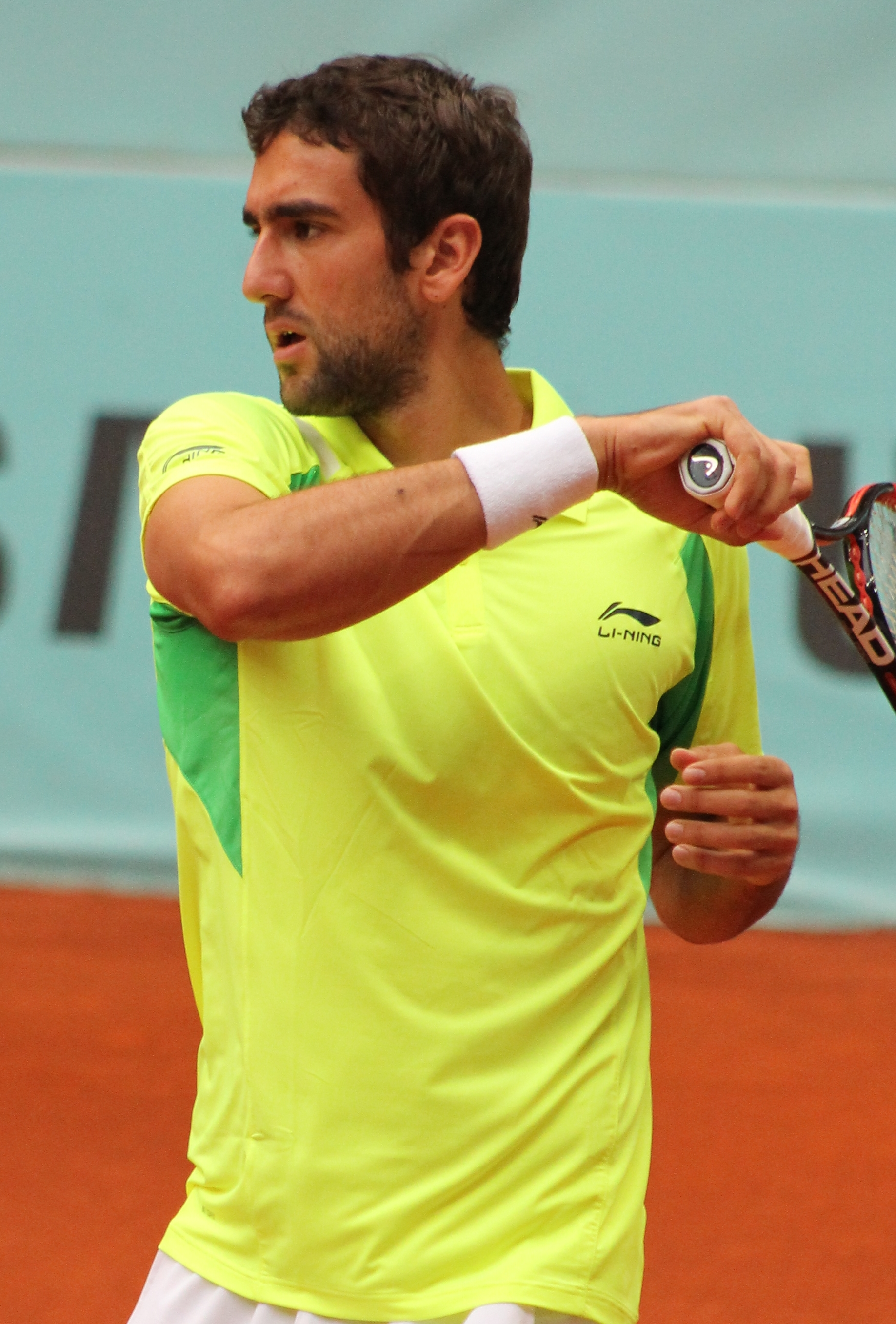
Čilić a Madrid nel 2014

L'esordio stagionale lo vede sconfitto nei quarti di finale a Brisbane da Nishikori, a cui fanno seguito le eliminazioni al secondo turno a Sydney e agli Australian Open, dove cede al quinto set contro Gilles Simon. Raggiunge tre finali consecutive nei successivi tornei di febbraio, vince per il secondo anno consecutivo (e quarto in totale) il titolo a Zagabria, non perde alcun set durante il torneo e in finale ha la meglio sul nº 12 ATP Tommy Haas con il punteggio di 6-3, 6-4. Nell'ATP 500 di Rotterdam supera nettamente i top 10 Tsonga e soprattutto Murray, contro il quale aveva vinto l'ultima volta agli US Open 2009; dopo il successo in tre set in semifinale su Igor Sijsling, cede 4-6, 2-6 in finale a Berdych. Si aggiudica invece il trofeo di Delray Beach, dove batte in semifinale Isner e perde l'unico set di tutto il torneo in finale contro Kevin Anderson, che sconfigge dopo oltre tre ore di gioco. È il suo undicesimo titolo ATP e supera Ljubičić nella graduatoria dei croati che hanno vinto più tornei ATP, diventando il secondo dietro a Ivanišević che ne ha vinti 22. Risale inoltre alla 25ª posizione nel ranking.
Eliminato al quarto turno a Indian Wells da Đoković dopo aver vinto il primo set, raccoglie solo quattro giochi contro Nishikori nei quarti di finale a Barcellona. Arrivano quindi le eliminazioni al terzo turno a Madrid e al secondo turno a Roma, dove nel torneo di doppio raggiunge i quarti di finale. Al terzo turno del Roland Garros cede al quarto set a Đoković. Si spinge per la prima volta nei quarti di finale a Wimbledon, nel corso del torneo elimina il nº 6 ATP Berdych e subisce la nona sconfitta contro Đoković su altrettanti incontri disputati. Eliminato in semifinale a Umago da Tommy Robredo, inizia la trasferta americana venendo eliminato al terzo turno a Toronto e a Cincinnati, rispettivamente da Wawrinka e Federer, che entrambi devono ricorrere al terzo set per imporsi. Nel torneo di doppio di Toronto raggiunge la semifinale in coppia con Santiago González.
Si presenta agli US Open come 14ª testa di serie e accede al secondo turno per il ritiro di Marcos Baghdatis durante il primo incontro, supera quindi Illja Marčenko e perde il primo set del torneo contro Kevin Anderson, che batte al quarto set. Al quarto turno sconfigge per 6-3 al quinto set Gilles Simon, contro il quale aveva sempre perso, e nei quarti elimina il nº 7 ATP Tomáš Berdych dopo tre parziali. In semifinale affronta il nº 3 del mondo Roger Federer, che a sua volta aveva vinto tutti gli incontri disputati contro Čilić, ribalta il pronostico e riesce nell'impresa di eliminare lo svizzero con il punteggio di 6-3, 6-4, 6-4, accedendo per la prima volta a una finale del Grande Slam. Il suo avversario Nishikori è nº 11 del ranking, aveva vinto gli ultimi tre match contro Čilić ed era reduce dal successo in semifinale contro Đoković; l'8 settembre il croato disputa un altro grande incontro e vince con un netto 6-3, 6-3, 6-3, conquistando il suo primo titolo Slam. È il primo croato capace di raggiungere un tale traguardo da quando il suo coach Goran Ivanišević vinse il torneo di Wimbledon 2001 e il terzo giocatore non facente parte dei Big Four (Federer, Nadal, Đoković e Murray) – dopo del Potro e Wawrinka – a vincere una delle ultime 39 prove dello Slam. Il successo lo fa rientrare nella top 10, da cui era uscito nell'aprile 2010, eguagliando il proprio best ranking in 9ª posizione.
Al successivo ATP 500 di Pechino raccoglie solo cinque giochi nei quarti di finale contro Murray e viene eliminato al primo turno da Ivo Karlović allo Shanghai Masters. Nonostante la sconfitta sale all'8º posto mondiale e si assicura la sua prima partecipazione alle ATP Finals vincendo l'ATP 250 di Mosca con il doppio 6-4 inflitto a Roberto Bautista Agut in finale. Alle finali di Londra viene eliminato nel round-robin con le pesanti sconfitte patite contro Đoković e Berdych e quella in tre set nell'ultimo match contro Wawrinka. Termina il 2014 al 9º posto del ranking.

### 2015: infortunio alla spalla, semifinali agli US Open e un titolo ATP
Un infortunio alla spalla lo costringe a giocare nei primi mesi del 2015 solo il Masters di Indian Wells, dove viene sconfitto all'esordio. In aprile entra nel suo staff Ivan Cinkuš e quello stesso mese rientra nel circuito a Monte Carlo, supera al terzo turno Tsonga e nei quarti Đoković gli concede tre soli giochi. Vince solo due dei successivi incontri, torna a vincerne tre di fila al Roland Garros e viene eliminato al quarto turno da David Ferrer. Prepara Wimbledon sull'erba di Stoccarda e perde la semifinale contro Viktor Troicki al tie-break del set decisivo. Al terzo turno dello Slam londinese vince 12-10 il quinto set contro Isner, raggiunge come l'anno prima i quarti di finale e subisce una nuova secca sconfitta contro Đoković. Inizia la tournée americana a Washington e perde in semifinale da Nishikori, che si prende la rivincita della finale persa agli US Open dell'anno prima. Dopo le premature eliminazioni nei Masters di Montréal e Cincinnati si spinge fino alla semifinale agli US Open con il successo in cinque set su Tsonga nei quarti, e raccoglie solo tre giochi contro il nº 1 Đoković, che si aggiudicherà il titolo. Perde buona parte dei punti guadagnati con il trionfo nell'edizione precedente ed esce dalla top 10. Nella trasferta asiatica perde in semifinale contro Guillermo García López a Shenzen, di nuovo contro Nishikori nei quarti a Tokyo e al terzo turno a Shanghai da Wawrinka. Si conferma campione a Mosca vincendo nuovamente per 6-4, 6-4 la finale con Bautusta Agut. Negli ultimi tornei stagionali esce nei quarti contro Nadal a Basilea e al turno d'esordio al Masters di Parigi contro Grigor Dimitrov, chiudendo il 2015 al 13º posto mondiale.

### 2016: primo titolo Masters 1000 e finale di Coppa Davis

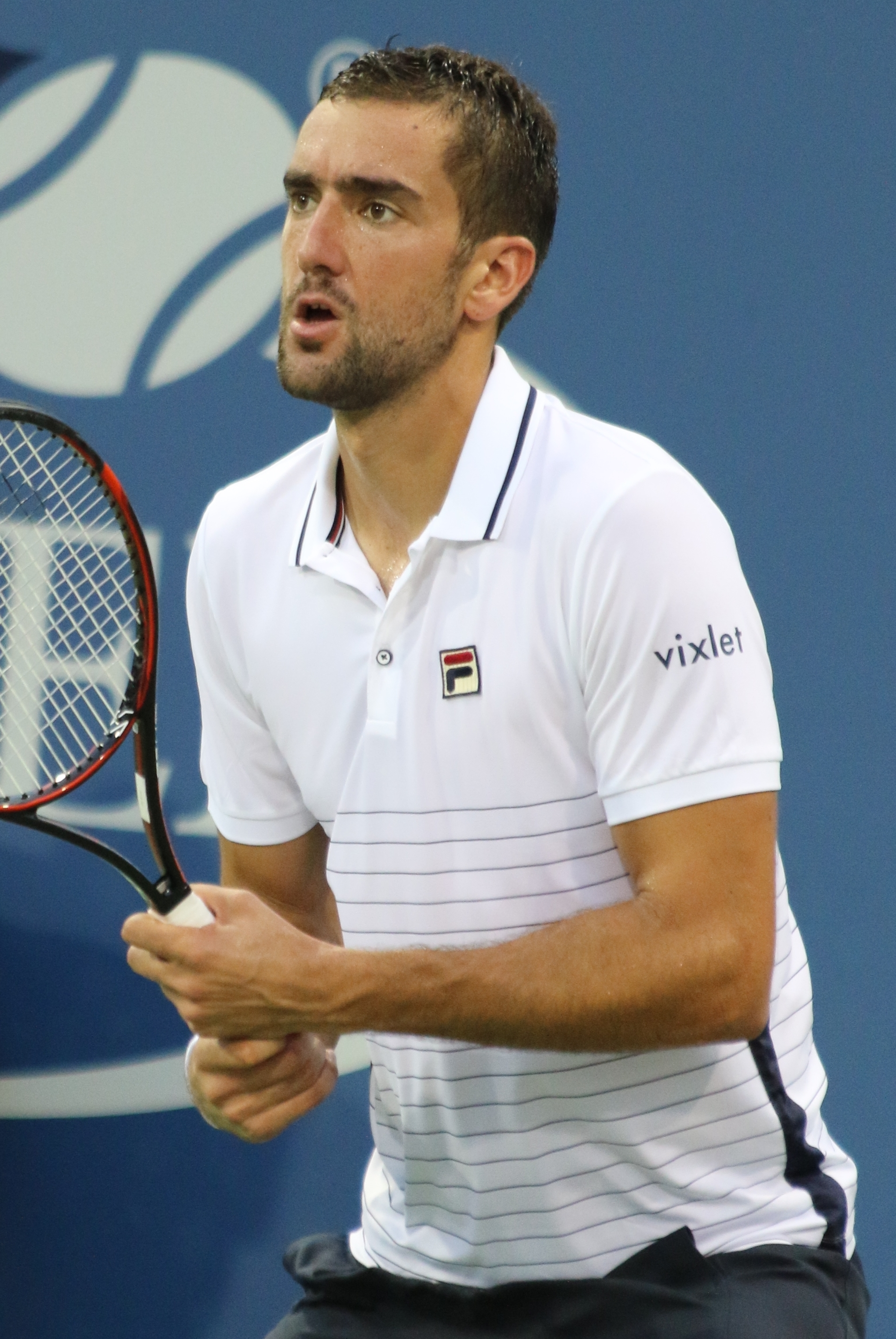
Agli US Open nel 2016

Inizia la stagione a Brisbane e viene sconfitto in rimonta da Dominic Thiem nei quarti di finale. Agli Australian Open supera Thiemo de Bakker e Albert Ramos Viñolas prima di cedere al terzo turno a Roberto Bautista Agut. A Montpellier esce di scena all'esordio per mano di Alexander Zverev e nei quarti di finale a Rotterdam viene sconfitto in rimonta da Philipp Kohlschreiber. Raggiunge la finale a Marsiglia e viene sconfitto da Nick Kyrgios per 2-6 6-7. Nel primo turno di Coppa Davis vinto 3-2 a Liegi con il Belgio, batte Kimmer Coppejans e perde contro David Goffin. Al successivo Masters di Indian Wells elimina il nº 10 ATP Richard Gasquet e nei quarti cede nuovamente a Goffin, mentre a Miami viene sconfitto da Gilles Simon al secondo turno. Un infortunio al ginocchio gli fa perdere la prima parte della stagione primaverile sulla terra battuta, rientra sei settimane dopo a Ginevra, sconfigge Ferrer in semifinale e perde la finale da Stan Wawrinka. Non va oltre il primo turno al Roland Garros e a Stoccarda, sconfitto rispettivamente da Marco Trungelliti e Radek Štěpánek. Si spinge fino alla semifinale al Queen's e viene sconfitto al terzo set da Andy Murray. Per il terzo anno consecutivo raggiunge i quarti di finale a Wimbledon, superando tra gli altri il nº 5 del mondo Kei Nishikori, e cede al nº 3 Roger Federer dopo essere stato in vantaggio di due set e aver sprecato 3 match-ball nel quarto parziale. A fine torneo annuncia la fine della collaborazione con Ivanišević.
Sconfitto all'esordio da Ivo Karlović a Toronto, raggiunge per la prima volta il terzo turno in un torneo olimpico ai Giochi di Rio con le nette vittorie su Grigor Dimitrov e Radu Albot, e viene sconfitto in rimonta da Gaël Monfils. Nella sfida dei quarti di finale di Davis a Portland contro gli Stati Uniti perde il primo singolare contro Jack Sock e – con la squadra in svantaggio per 2-0 – in coppia con Dodig sconfigge in doppio i fuoriclasse Bob e Mike Bryan. Batte quindi John Isner e la rimonta croata viene completata da Borna Ćorić con il successo su Sock. In quei giorni fa sapere che il suo nuovo allenatore è Jonas Björkman. Si aggiudica quindi il primo Masters 1000 in carriera a Cincinnati; nel corso del torneo elimina nell'ordine Viktor Troicki, Fernando Verdasco e il nº 8 ATP Tomáš Berdych. Beneficia del ritiro di Borna Ćorić nel corso del match dei quarti e in semifinale sconfigge in tre set Grigor Dimitrov. Si impone in finale per 6-4 7-5 sul nº 2 del mondo Andy Murray, reduce da 22 vittorie consecutive nel circuito con i trionfi a Wimbledon e alle Olimpiadi, e con questo successo ritorna per un paio di settimane nella top 10. Agli US Open non va oltre il terzo turno, battuto da Jack Sock in tre set. A settembre torna a disputare contro la Francia a Zara una semifinale di Coppa Davis dopo quella persa nel 2009; trascina la squadra in finale con le vittorie in singolare su Lucas Pouille e Richard Gasquet e quella in doppio con Dodig contro i numeri 1 e 2 del mondo Nicolas Mahut / Pierre-Hugues Herbert.
Raggiunge quindi la semifinale a Tokyo e subisce la terza sconfitta stagionale contro David Goffin. Al Masters di Shanghai viene battuto in rimonta all'esordio da Alexander Zverev, mentre nel torneo di doppio arriva in semifinale con Mate Pavić. Vince il primo titolo ATP 500 in carriera al successivo torneo di Basilea, dove perde un solo set in semifinale contro Miša Zverev e batte in finale Kei Nishikori con il punteggio di 6-1 7-6. A Parigi elimina Karlović e al terzo turno batte per la prima volta Goffin. Nei quarti di finale riesce nell'impresa di sconfiggere 6-4, 7-6 il nº 1 del mondo Đoković, che lo aveva battuto in tutti i 14 incontri giocati in precedenza. Alla sua prima semifinale nel Masters parigino viene sconfitto in due set da John Isner e a fine torneo si trova al 7º posto mondiale, nuovo best ranking. Qualificato alle Finals di Londra, viene di nuovo eliminato nel round-robin con le sconfitte in due set patite contro Murray e Wawrinka e la vittoria al terzo set contro Nishikori, che gli serve per salire al 6º posto nel ranking. Conclude la stagione con la finale di Davis di Zagabria contro l'Argentina; sconfigge Federico Delbonis nel primo singolare e si impone anche in doppio assieme a Dodig portando la Croazia sul 2-1. Viene poi battuto da del Potro dopo essere stato in vantaggio di due set e l'Argentina conquista il suo primo titolo grazie al trionfo di Delbonis su Karlović.

### 2017: finale a Wimbledon, un torneo ATP e 4º nel ranking
Inizia la stagione a Chennai e viene eliminato all'esordio da Jozef Kovalík. Al primo turno degli Australian Open supera in cinque set Jerzy Janowicz e viene sconfitto al secondo da Daniel Evans. Esce all'esordio anche a Montpellier e viene sconfitto nei quarti di finale a Rotterdam da Jo-Wilfried Tsonga dopo due tie-break. Ad Acapulco si spinge fino alla semifinale e raccoglie solo tre giochi contro Nadal. Viene eliminato all'esordio anche nei Masters di Indian Wells e Miami, rispetticamente da Taylor Fritz e Jérémy Chardy. Al terzo turno a Monte Carlo supera Berdych e nei quarti cede ad Albert Ramos Viñolas in tre sets. Vince il suo unico torneo della stagione – e secondo in carriera sulla terra battuta – a Istanbul, superando in finale Milos Raonic con il punteggio di 7-6 6-3. Esce all'esordio anche al successivo Masters di Madrid, facendosi rimontare il primo set vinto con Alexander Zverev. Al terzo turno degli Internazionali d'Italia ha la meglio sul nº 10 ATP Goffin e viene sconfitto al tie-break del terzo set da John Isner nei quarti di finale. Raggiunge per la prima volta i quarti di finale al Roland Garros con i successi su Ernests Gulbis, Konstantin Kravčuk, Feliciano López e Kevin Anderson e viene eliminato da Stan Wawrinka, che gli concede sette soli giochi.

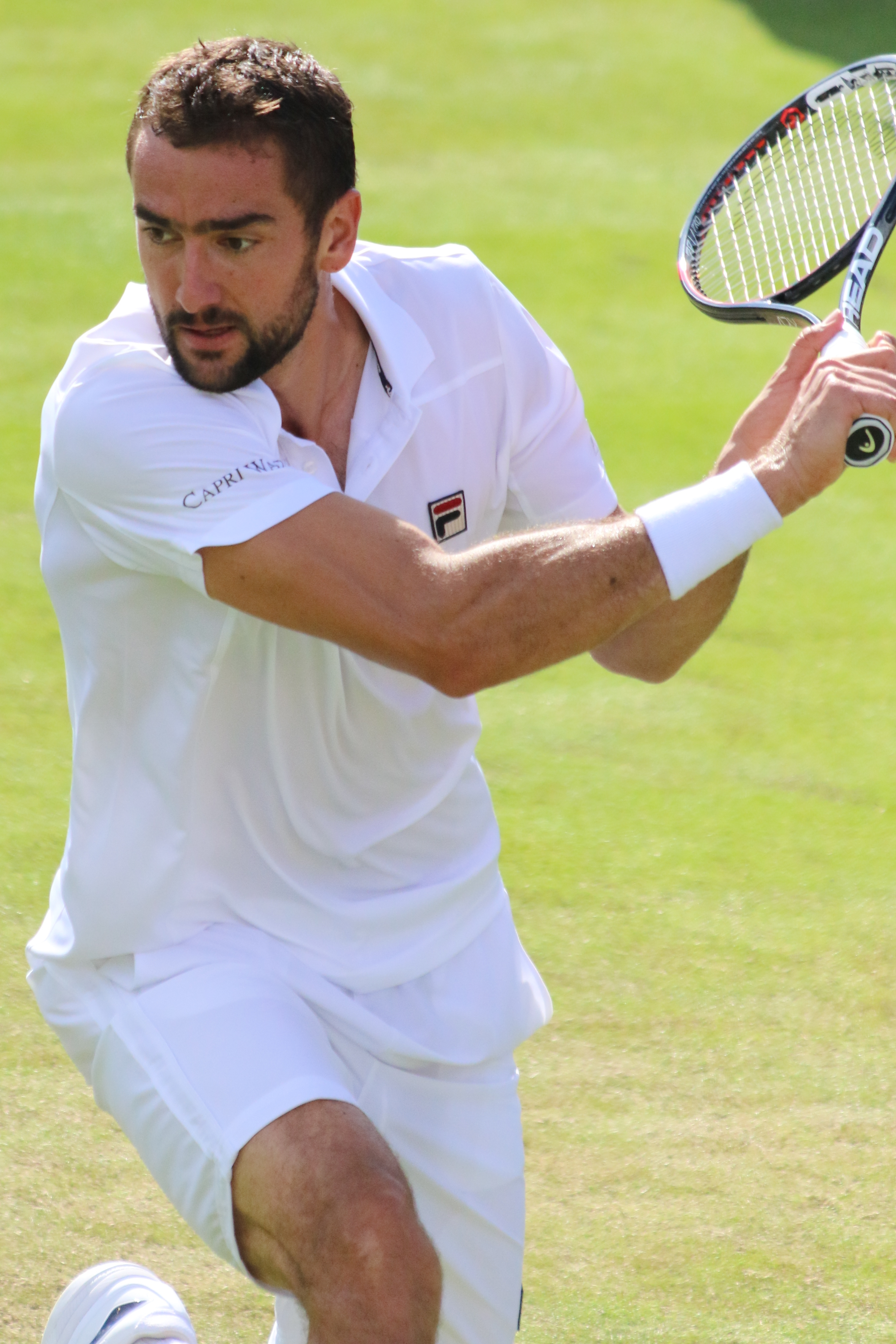
Čilić durante la finale persa a Wimbledon 2017 contro Federer

Al debutto stagionale sull'erba perde la semifinale a 's-Hertogenbosch contro Ivo Karlović e arriva in finale al successivo torneo del Queen's, dove spreca un match-ball e subisce la rimonta di Feliciano López, che si impone nel tie-break decisivo. A fine torneo sale per la prima volta al 6º posto mondiale; sempre al Queen's raggiunge la semifinale in doppio assieme a Marcin Matkowski. Disputa la seconda finale Slam in carriera a Wimbledon dopo le vittorie in tre set su Philipp Kohlschreiber, Florian Mayer, Steve Johnson e Roberto Bautista Agut; supera Gilles Müller al quinto parziale nei quarti di finale e in semifinale ha la meglio su Sam Querrey dopo quattro set. Il 16 luglio viene sconfitto in finale dal nº tre del mondo Roger Federer per 3-6 1-6 4-6. Un problema agli adduttori gli fa saltare la prima parte dei tornei americani sul cemento, si ripresenta agli US Open e viene sconfitto al terzo turno da Diego Schwartzman, che si impone al quarto set. A settembre prende parte alla prima edizione della Laver Cup e contribuisce alla vittoria del team Europa sconfiggendo Frances Tiafoe, mentre perde il match di doppio giocato in coppia con Berdych.
Viene quindi sconfitto in semifinale nei successivi tornei di Tokyo, dove si fa rimontare da Adrian Mannarino, e di Shanghai, dove cede in due set a Rafael Nadal. Era già salito al 5º posto mondiale dopo la Laver Cup, e a fine torneo di Shanghai raggiunge il 4º. Si presenta a Basilea per difendere il titolo vinto l'anno precedente e viene di nuovo sconfitto in semifinale, questa volta dalla testa di serie nº 8 Juan Martín del Potro. Si spinge fino ai quarti di finale al Masters di Parigi e viene eliminato da Julien Benneteau. Disputa per la terza volta in carriera le ATP Finals, ma nuovamente non va oltre il round-robin sconfitto in tre set da Alexander Zverev, Jack Sock e Roger Federer. Il mese dopo annuncia la fine del rapporto con Jonas Björkman e promuove a capo-allenatore Cinkuš, con il quale si sottopone a maggiori carichi di lavoro.

### 2018: finale agli Australian Open, trionfo in Coppa Davis, un titolo ATP e 3º nel ranking
Inizia la stagione disputando la semifinale al torneo di Pune (che ha preso il posto di quello di Chennai), e per la sesta volta su sette incontri viene sconfitto da Gilles Simon. Raggiunge la terza finale Slam in carriera agli Australian Open, dove elimina nell'ordine Vasek Pospisil, a cui cede un set, João Sousa, Ryan Harrison e negli ottavi la testa di serie nº 10 Pablo Carreño Busta, battuto al quarto set. Accede alla semifinale per il ritiro del nº 1 mondiale Rafael Nadal nel corso del quinto set, e supera in tre set la sorpresa del torneo Kyle Edmund. Nella finale del 28 gennaio viene nuovamente sconfitto da Roger Federer, con il punteggio di 2-6, 7-6, 3-6, 6-3, 1-6, e grazie a questo risultato sale alla 3ª posizione mondiale, che resterà il suo best ranking in carriera. Uscito di scena al secondo incontro nei successivi tornei di Rio e Indian Wells, al Masters di Miami perde al quarto turno contro John Isner.
Fa il suo esordio stagionale sulla terra rossa europea a Monte Carlo e cede in tre set nei quarti di finale a Kei Nishikori. Sconfitto all'esordio a sorpresa da Malek Jaziri a Istanbul, con il netto successo nei quarti di finale sul nº 11 ATP Pablo Carreño Busta accede per la prima volta alle semifinali agli Internazionali d'Italia e viene sconfitto 6-7, 5-7 dal nº 3 del mondo Alexander Zverev. Al Roland Garros raggiunge i quarti di finale e viene sconfitto dal nº 6 ATP Juan Martín del Potro in quattro set. Si aggiudica per la seconda volta in carriera il torneo del Queen's – entrato a far parte nel 2015 dei tornei ATP 500 – sconfiggendo in finale il rinato Novak Đoković con il punteggio di 5-7, 7-6, 6-3, ottenendo la seconda vittoria sul serbo nei 18 incontri disputati fino ad allora. Nel corso del torneo aveva eliminato Fernando Verdasco, Gilles Müller, al quale aveva ceduto un set, Sam Querrey e in semifinale Nick Kyrgios dopo due tie-break. Si presenta a Wimbledon per difendere i punti guadagnati con la finale dell'anno precedente ed è tra i favoriti del torneo; al secondo turno domina i primi due set contro Guido Pella e il match viene interrotto per la pioggia; riprende il giorno dopo e un irriconoscibile Čilić finisce per perdere 7-5 al quinto set. La sconfitta di Wimbledon segna uno spartiacque nella carriera del croato, che ottiene buoni risultati nel prosieguo del 2018 ma si concede troppe pause, e nelle stagioni successive scende progressivamente nel ranking.

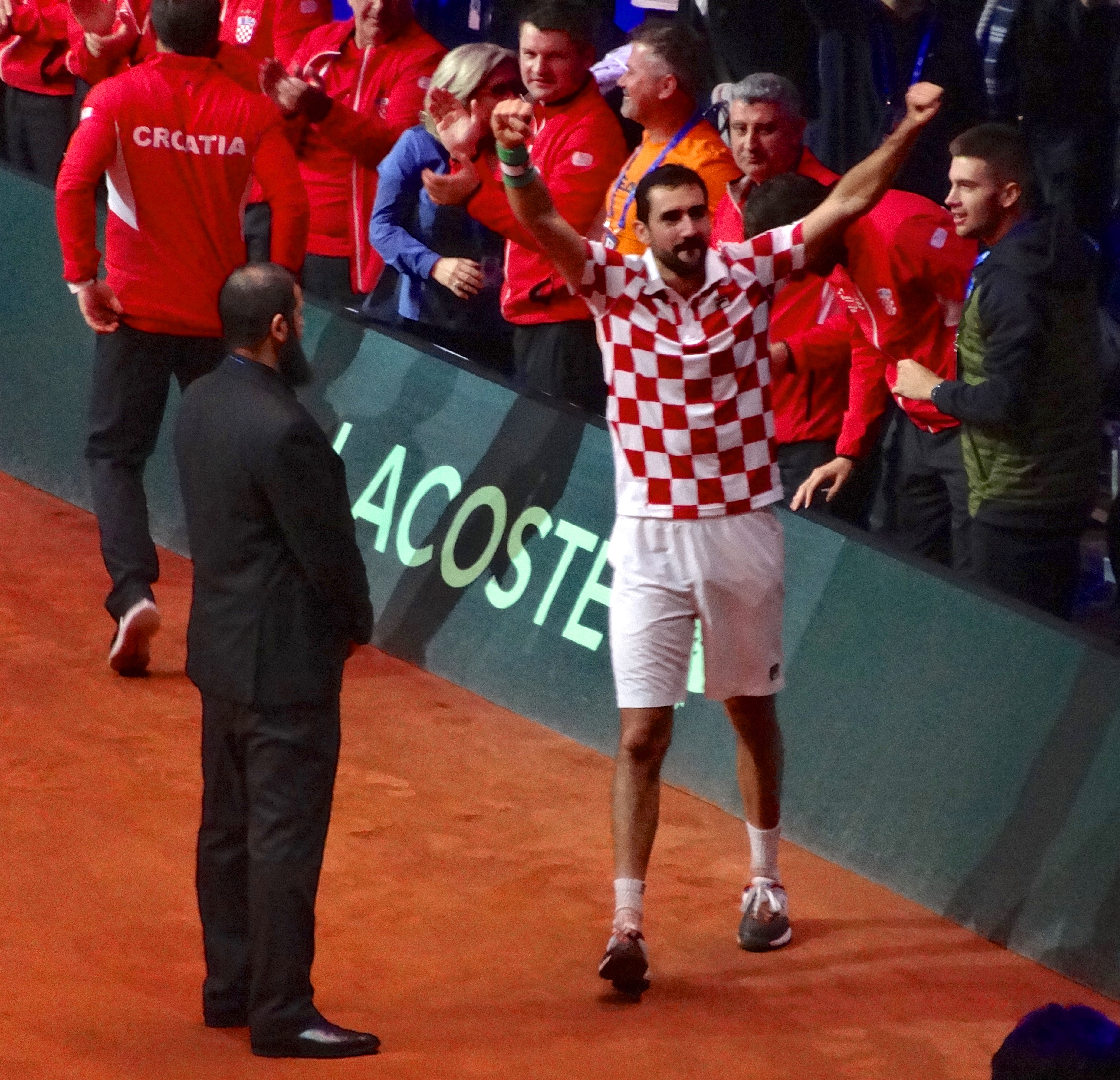
Čilić festeggia la vittoria su Tsonga nella prima giornata della finale di Coppa Davis

A Toronto elimina il nº 12 ATP Diego Schwartzman, nel primo set dei quarti di finale domina Rafael Nadal, che si impone in rimonta approfittando del calo del croato e vincerà il torneo. Sconfigge nei quarti Carreño Busta a Cincinnati e perde la semifinale contro Novak Đoković al terzo set. Si spinge fino ai quarti agli US Open con il successo al quarto turno su David Goffin, prima di cedere a Kei Nishikori al quinto set. Dopo aver vinto tutti gli incontri disputati nei primi due turni di Coppa Davis, supera Frances Tiafoe nella prima giornata della semifinale con gli Stati Uniti e perde il secondo singolare contro Sam Querrey. I croati accedono alla finale grazie ai successi in singolare di Borna Ćorić. Nei tornei di Tokyo e Shanghai, Čilić viene sconfitto all'esordio da Jan-Lennard Struff e da Nicolás Jarry, contro il quale spreca due match-ball. Eliminato da Marius Copil al secondo turno a Basilea, nel Masters di Parigi raggiunge i quarti di finale battendo Grigor Dimitrov e cede al nº 2 del mondo Đoković in tre set.
Disputa per la quarta volta le ATP Finals e alla prima giornata viene sconfitto in due tie-break da Alexander Zverev, vince il secondo match contro John Isner e viene eliminato da Đoković, che si impone in due parziali. Il 25 novembre si aggiudica la Coppa Davis insieme a Borna Ćorić, Ivan Dodig e Mate Pavić con il trionfo per 3-1 nella finale di Lilla contro la Francia; Čilić è di nuovo protagonista con le vittorie su Jo-Wilfried Tsonga e quella decisiva contro Lucas Pouille, dopo il successo di Ćorić alla prima giornata e la sconfitta subita in doppio da Dodig / Pavić contro Mahut / Herbert. È il secondo titolo per la Croazia, dopo quello conquistato nella finale di Bratislava della Coppa Davis 2005 contro la Slovacchia. Per il terzo anno consecutivo Čilić chiude la stagione nella top 10, al 7º posto.

### 2019: scarsi risultati, infortunio al ginocchio e discesa in classifica
I problemi al ginocchio emersi alla fine del 2018 si accentuano e condizioneranno l'intera stagione, salta i primi tornei del 2019 e debutta agli Australian Open, al terzo turno vince contro Verdasco dopo essersi trovato in svantaggio di due set e aver salvato due match-ball, nel corso dell'incontro aumenta il dolore al ginocchio e viene eliminato al turno successivo in cinque set da Roberto Bautista Agut. Torna a giocare a fine febbraio a Dubai, viene eliminato all'esordio da un ritrovato Gaël Monfils e a fine torneo esce dalla top ten. Dopo aver usufruito di un bye a Indian Wells, si impone su Dušan Lajović e viene eliminato al terzo turno da Denis Shapovalov, mentre esce di scena all'esordio a Miami per mano del nº 99 del mondo Andrej Rublëv. Viene eliminato al primo incontro anche a Monte Carlo e a Budapest, si riprende a Madrid con le vittorie al terzo set su Martin Kližan, Jan-Lennard Struff e Laslo Đere, e dà forfait per una gastroenterite prima del match dei quarti contro Novak Đoković. Torna per una sola settimana al 10º posto del ranking, e non va oltre il secondo turno a Roma e al Roland Garros; fa entrare nel suo staff Wayne Ferreira per i tornei sull'erba del 2019, ma esce al secondo turno anche al Queen's e a Torneo di Wimbledon e scende al 17º posto.
Raggiunge i quarti di finale a Washington e viene sconfitto dal top 10 Daniil Medvedev. Riprende la discesa nel ranking a Montréal, con la sconfitta subita al terzo turno contro il nº 4 del mondo Dominic Thiem, a Cincinnati dove perde a sorpresa contro Radu Albot al primo turno, e agli US Open con la sconfitta in quattro set subita al quarto turno contro Nadal, dopo che aveva eliminato il nº 14 ATP John Isner. Il dolore al ginocchio, che ha continuato a condizionarlo per tutta la stagione, lo costringe a una pausa di tre settimane dopo New York. Negli ultimi cinque tornei del 2019 supera il secondo turno solo a Mosca, dove raggiunge la semifinale e incassa una nuova sconfitta contro Rublëv. Sempre a causa del ginocchio rinuncia a disputare la fase finale di Coppa Davis e chiude al 39º posto la travagliata stagione, la prima dal 2007 in cui non vince alcun titolo ATP.

### 2020: una semifinale in doppio
Risolti i problemi al ginocchio, apre il 2020 disputando la prima edizione dell'ATP Cup, viene schierato solo in singolare e contribuisce alle vittorie su Austria e Polonia battendo Dennis Novak e Kacper Zuk. Viene invece nuovamente sconfitto da Guido Pella nella sfida con l'Argentina, che si qualifica ai quarti vincendo 3-0 il confronto con la Croazia. Si presenta agli Australian Open senza essere testa di serie ed elimina nell'ordine Corentin Moutet, Benoît Paire e il nº 9 del mondo Roberto Bautista Agut, battuto al quinto set; verrà sconfitto al quarto turno da Milos Raonic in tre parziali. Supera Il'ja Ivaška a Marsiglia e al secondo turno cede contro Denis Shapovalov, mentre esce all'esordio a Dubai, sconfitto da Paire dopo aver sprecato quattro match-ball. A inizio marzo prende parte alla sfida di Coppa Davis vinta 3-1 contro l'India e si impone in singolare su Ramkumar Ramanathan e Sumit Nagal. Ha quindi inizio la lunga pausa del tennis per la pandemia di COVID-19, durante la quale Čilić sceglie come nuovo coach Vedran Martić, capitano della squadra croata di Davis ed ex allenatore di Inanisević e Karen Chačanov.
Rientra in agosto a Cincinnati dopo la lunga pausa del tennis per la pandemia di COVID-19 e al primo turno perde nuovamente contro Shapovalov. Non va oltre il terzo turno agli US Open, sconfitto da Thiem che vincerà il titolo, e a Roma, eliminato dall'emergente Casper Ruud. Al primo turno del Roland Garros viene di nuovo eliminato da Thiem e negli ultimi quattro tornei supera il secondo turno in singolare solo al Masters di Parigi, dove viene sconfitto al terzo turno da Ugo Humbert. A novembre scende alla 43ª posizione del ranking, la peggiore dall'ottobre del 2013. Al torneo di Sofia torna a disputare una semifinale in doppio, la prima dopo quella persa al Queen's nel 2017, e in coppia con Tomislav Brkić viene sconfitto da Jürgen Melzer / Édouard Roger-Vasselin.

### 2021: finale di Coppa Davis e argento olimpico in doppio
La nuova stagione comincia con le eliminazioni al primo turno al Melbourne 2 e agli Australian Open. Vince i primi due incontri dell'anno al successivo torneo di Singapore e perde in due tie-break la semifinale con Alexei Popyrin. Dopo una nuova uscita al primo turno di Acapulco, raggiunge il quarto turno a Miami eliminando tra gli altri il nº 20 ATP Cristian Garín e subisce una nuova sconfitta contro Rublëv. Nei primi appuntamenti sulla terra battuta, perde al primo turno a Monte Carlo e in semifinale all'Estoril. Le successive premature eliminazioni a Roma e a Ginevra lo trascinano al 47º posto del ranking. Al secondo turno del Roland Garros viene sconfitto al quarto set da Federer, che era reduce da una lunga convalescenza. Inizia la risalita vincendo a Stoccarda il suo primo titolo dopo quello vinto al Queen's tre anni prima; nel corso del torneo batte i quotati Nikoloz Basilašvili e Denis Shapovalov e in finale ha la meglio sul nº 21 del ranking Félix Auger-Aliassime; si mette in luce anche nel torneo di doppio raggiungendo la semifinale in coppia con Ivan Dodig. Perde quindi nei quarti di finale al Queen's da Alex de Minaur e al terzo turno a Wimbledon contro il nº 2 del mondo Daniil Medvedev, dopo essere stato in vantaggio di 2 set a 0.
Disputa ai Giochi di Tokyo la sua quarta Olimpiade; in singolare esce al secondo turno per mano di Pablo Carreño Busta, che batterà Đoković nella finale per il bronzo; mentre ottiene il risultato più significativo della carriera in doppio raggiungendo con Dodig la finale, e si devono accontentare della medaglia d'argento, sconfitti dai connazionali Mate Pavić / Nikola Mektić, nº 1 e 2 del ranking di specialità. Nei quattro tornei giocati sul cemento americano non va mai oltre il secondo turno, in particolare agli US Open si ritira per la prima volta in carriera durante un incontro, dopo averne giocati più di 800, ed è anche la prima volta che esce dallo Slam newyorkese al primo turno. Torna a giocare sette settimane dopo al torneo di Mosca e perde la finale per 2-6, 4-6 contro la rivelazione stagionale Aslan Karacev. Conquista il suo 20º titolo ATP al successivo torneo di San Pietroburgo battendo nell'ordine Albert Ramos Viñolas, Karen Chačanov, Roberto Bautista Agut, Botic van de Zandschulp e in finale ha la meglio su Taylor Fritz con il punteggio di 7-6, 4-6, 6-4, risultato con cui rientra nella top 30. Dopo l'eliminazione al secondo turno al Master di Parigi, prende parte alla fase finale della Coppa Davis, viene schierato solo in singolare e, nonostante raccolga solo una vittoria sui cinque incontri disputati, la Croazia raggiunge la finale contro la Russia, dove alla sconfitta di Čilić si aggiunge quella di Borna Gojo e i russi conquistano il trofeo.

### 2022: semifinale al Roland Garros e rientro nella top 20
Raggiunge le semifinali nei primi due tornei giocati nel 2022, all'Adelaide International 1 cede in due set a Karen Chačanov, mentre all'Adelaide International 2 viene sconfitto 12-10 nel tie-break del set decisivo dall'idolo di casa Thanasi Kokkinakis. Dopo due anni torna a giocare al quarto turno di uno Slam agli Australian Open, e viene eliminato da Félix Auger-Aliassime dopo aver sconfitto nel turno precedente il nº 6 del mondo Andrej Rublëv. Accede ai quarti di finale a Doha con il successo su Botic van de Zandschulp e viene battuto al terzo set da Karen Chačanov. Al Masters di Miami esce di scena al terzo turno per mano di Carlos Alcaraz, che vincerà il torneo. Eliminato al secondo turno nei successivi tornei, tra cui il Masters di Madrid dove cede al terzo set contro il campione uscente Alexander Zverev, al secondo turno degli Internazionali d'Italia ha la meglio sul nº 11 del mondo Cameron Norrie e viene subito sconfitto da Cristian Garín. Raggiunge per la prima volta in carriera la semifinale all'Open di Francia, nei primi tre incontri perde un solo set contro Márton Fucsovics, negli ottavi concede solo sette giochi al nº 2 del mondo Daniil Medvedev, nei quarti ha la meglio al tie-break del quinto set sul nº 7 Andrej Rublëv e perde in semifinale contro Casper Ruud dopo aver vinto il primo set. A fine torneo sale alla 17ª posizione del ranking, la migliore dall'agosto 2019.
Raggiunge la semifinale anche al successivo ATP 500 sull'erba del Queen's e cede in due set a Filip Krajinović. Viene quindi trovato positivo a un test del COVID-19 ed è costretto a rinunciare a Wimbledon, a fine torneo sale comunque al 16º posto mondiale. Rientra dopo quasi due mesi ed esce al terzo turno nei Masters del Canada e di Cincinnati. Al quarto turno degli US Open disputa un incontro equilibrato con il dominatore della stagione Carlos Alcaraz, che si impone per 6-3 al quinto set e vincerà il torneo. A ottobre torna a disputare una finale ATP dopo quasi un anno a Tel Aviv e cede in due set a Novak Đoković, due settimane più tardi sale al 13º posto mondiale. Vince solo uno dei successivi 4 incontri disputati nel circuito ATP e vede sfumare l'accesso alle ATP Finals, chiudendo il 2022 alla 17ª posizione. L'ultimo impegno in stagione è la fase finale di Coppa Davis, con la vittoria su Pablo Carreño Busta nei quarti assicura il punto del 2-0 alla Croazia che elimina la Spagna. Nella semifinale persa 2-1 contro l'Australia viene sconfitto da Alex de Minaur.

### 2023-2024: infortunio al ginocchio, varie convalescenze e un titolo ATP al rientro
All'esordio stagionale a Pune si infortuna al ginocchio, si sottopone quindi a un intervento chirurgico e a un periodo di riabilitazione. Torna alle competizioni in luglio a Umago – ripartendo dalla 100ª posizione mondiale – e viene eliminato al primo turno da Flavio Cobolli. Nei giorni successivi fa sapere che si è riacutizzato il problema al ginocchio e che si deve prendere una nuova pausa. Fa il suo nuovo rientro all'inizio del 2024, perde al primo turno all'Hong Kong Open ed esce dal ranking. Perde anche i tre successivi incontri disputati e a febbraio deve nuovamente fermarsi per i problemi al ginocchio. Dopo avere a lungo evitato la seconda operazione, nel marzo 2024 si sottopone all'intervento chirurgico.
Rientra nel circuito a fine agosto e disputa due tornei Challenger senza conseguire risultati importanti. Torna a giocare nel circuito maggiore in settembre all'edizione inaugurale dell'Hangzhou Open e conquista il suo primo titolo dopo quasi tre anni. Supera tra gli altri le teste di serie nº 8 Yoshihito Nishioka e nº 4 Brandon Nakashima e in finale sconfigge dopo due tie-break il nº 43 del mondo Zhang Zhizhen. Entrato in tabellone come 777º del ranking, diventa il vincitore di un torneo con la peggior posizione in classifica nella storia del circuito ATP. Con questo risultato risale fino alla 212ª posizione del ranking. Negli ultimi cinque tornei stagionali vince in totale un solo incontro.

### 2025: quarto turno a Wimbledon, due titoli Challenger e 63º nel ranking
Nella pausa invernale avverte disturbi fisici durante gli allenamenti e rinuncia a giocare i primi tornei del 2025 per essere al 100% della condizione. L'esordio stagionale avviene al Qatar Open ATP ed esce al primo turno per mano di Alcaraz. Raggiunge i quarti ai Dubai Tennis Championships con le vittorie sul nº 8 del mondo Alex de Minaur e sul 27 Alexei Popyrin, e cede in tre set a Félix Auger-Aliassime. Torna a giocare nei Challenger e a fine marzo si aggiudica quello di Girona, elimina tra gli altri Márton Fucsovics e Pablo Carreño Busta e in finale ha la meglio in due set su Elmer Möller. Stabilisce così il record del maggior tempo trascorso tra due titoli conquistati da uno stesso tennista nel circuito Challenger, con 17 anni e 10 mesi tra il primo torneo Challenger vinto al Rijeka Open 2007 e quello vinto a Girona. Perde la finale al successivo Challenger di Madrid e risale alla 109ª posizione mondiale. Esce al primo turno al Madrid Open e al Roland Garros, al quale aveva avuto accesso come lucky loser. A giugno vince il Challenger 125 sull'erba del Nottingham Open con il successo in finale su Shintarō Mochizuki e rientra dopo quasi due anni in top 100, all'85ª posizione. Al quarto turno di Wimbledon cede in quattro set a Flavio Cobolli dopo aver eliminato il nº 4 del mondo Jack Draper; due settimane dopo si trova alla 63ª posizione mondiale.

## Caratteristiche tecniche
Molto alto di statura e di conformazione longilinea e poco pesante, fisicamente ricorda da vicino i connazionali Goran Ivanišević e Mario Ančić. Tecnicamente piuttosto completo e tatticamente aggressivo, ha i suoi punti di forza nel servizio e nel dritto, particolarmente potenti. Sa adattarsi a qualsiasi superficie di gioco, ma le sue preferite sono il cemento e l'erba. Gioca in prevalenza da fondocampo con colpi molto potenti ma poco angolati. Predilige mantenere l'iniziativa e cerca spesso con successo colpi vincenti sia con il dritto che con il rovescio. Non è altrettanto forte nella fase difensiva, non varia molto il proprio gioco e quando viene messo sotto pressione gli capita di fare diversi errori, in particolare con il dritto. Improvvisi cali di concentrazione gli hanno fatto perdere in carriera alcuni importanti incontri che stava dominando.
A rete non era troppo sicuro fino all'arrivo di Goran Ivanišević nel suo team, con il quale ha migliorato molto il gioco di volo. L'allenatore croato lo ha spinto ad attuare un gioco più aggressivo, l'ha aiutato ad avere maggiore calma e fiducia nei propri mezzi, ha migliorato il suo dritto facendogli colpire le palle veloci con un movimento più lineare ed efficace e ha lavorato molto per rendere più imprevedibile il suo servizio, facendogli abbassare il lancio della palla con un conseguente caricamento più veloce. Le sue articolazioni sono quindi diventate più mobili e i suoi muscoli più elastici. Con Ivanišević ha inoltre pensato meno alla tattica da usare con gli avversari per imporre invece il proprio tennis, rafforzandosi dal punto di vista mentale e tornando a divertirsi mentre gioca. Migliora ulteriormente il servizio e mette maggiore pressione agli avversari con la risposta al servizio nel periodo successivo con il nuovo coach Jonas Björkman.

## Statistiche

### Singolare

#### Finali del Grande Slam (3)

##### Vinte (1)
| Anno | Torneo            | Avversario in finale | Punteggio     |
| 2014 | US Open, New York | Kei Nishikori        | 6-3, 6-3, 6-3 |

##### Perse (2)
| Anno | Torneo                      | Avversario in finale | Punteggio                  |
| 2017 | Torneo di Wimbledon, Londra | Roger Federer        | 3-6, 1-6, 4-6              |
| 2018 | Australian Open, Melbourne  | Roger Federer        | 2-6, 7-6(5), 3-6, 6-3, 1-6 |

#### Risultati in progressione nei tornei dello Slam
| V | F | SF | QF | #T | RR | Q# | A | ND |

(V) Torneo vinto; raggiunto (F) finale, (SF) semifinale, (QF) quarti di finale, (#T) turni 4, 3, 2, 1; (RR) round - robin; (Q#) Turno di qualificazione; (A) assente dal torneo; (ND) torneo non disputato.
| Torneo             | 2007 | 2008 | 2009 | 2010 | 2011 | 2012 | 2013 | 2014 | 2015 | 2016 | 2017 | 2018 | 2019 | 2020 | 2021 | 2022 | 2023 | 2024 | 2025 | Titoli | V–S    |
| ------------------ | ---- | ---- | ---- | ---- | ---- | ---- | ---- | ---- | ---- | ---- | ---- | ---- | ---- | ---- | ---- | ---- | ---- | ---- | ---- | ------ | ------ |
| Tornei Grande Slam |      |      |      |      |      |      |      |      |      |      |      |      |      |      |      |      |      |      |      |        |        |
| Australian Open    | 1T   | 4T   | 4T   | SF   | 4T   | A    | 3T   | 2T   | A    | 3T   | 2T   | F    | 4T   | 4T   | 1T   | 4T   | A    | 1T   | A    | 0 / 15 | 35–15  |
| Roland Garros      | 1T   | 2T   | 4T   | 4T   | 1T   | 3T   | 3T   | 3T   | 4T   | 1T   | QF   | QF   | 2T   | 1T   | 2T   | SF   | A    | A    | 1T   | 0 / 17 | 31–17  |
| Wimbledon          | 1T   | 4T   | 3T   | 1T   | 1T   | 4T   | 2T   | QF   | QF   | QF   | F    | 2T   | 2T   | N.D. | 3T   | A    | A    | A    | 4T   | 0 / 15 | 34–14  |
| US Open            | Q1   | 3T   | QF   | 2T   | 3T   | QF   | A    | V    | SF   | 3T   | 3T   | QF   | 4T   | 3T   | 1T   | 4T   | A    | A    |      | 1 / 14 | 41–13  |
| Vittorie–Sconfitte | 0–3  | 9–4  | 12–4 | 9–4  | 5–4  | 9–3  | 5–3  | 14–3 | 12–3 | 8–4  | 13–4 | 15–4 | 8–4  | 5–3  | 3–4  | 11–3 | 0–0  | 0–1  | 3–2  | 1 / 61 | 141–59 |